# Ala Karijärvi
Ala Karijärvi är en sjö i Pajala kommun i Norrbotten och ingår i Torneälvens huvudavrinningsområde. Ala Karijärvi ligger i Torne och Kalix älvsystem Natura 2000-område.